# Gran Premio de Montreal 2013
La 4.ª edición del Gran Premio de Montreal fue una carrera ciclista que se disputó el 15 de septiembre de 2013 en la ciudad de Montreal. Se llevó a cabo en el mismo circuito de ediciones anteriores, de 12,1 km, al que se le dieron 17 vueltas para completar un total de 205,7 km.
La carrera perteneció al UCI WorldTour 2013.
El ganador fue el eslovaco Peter Sagan tras realizar un ataque en solitario a 5 km para la meta que logró mantenerlo hasta el final. Fue acompañado en el podio por Simone Ponzi y Ryder Hesjedal segundo y tercero, respectivamente.

## Equipos participantes
Tomaron parte en la carrera los mismos 21 equipos que participaron del Gran Premio de Quebec (carrera que se realizó dos días antes), y los mismos ciclistas. Formando así un pelotón de 164 corredores, de los que finalizaron 96.
| Equipo                           | Cód. UCI | Jefe de filas        |
| -------------------------------- | -------- | -------------------- |
| Ag2r La Mondiale                 | ALM      | Christophe Riblon    |
| Astana Pro Team                  | AST      | Borut Božič          |
| Belkin-Pro Cycling Team          | BEL      | Lars Petter Nordhaug |
| BMC Racing Team                  | BMC      | Cadel Evans          |
| Cannondale Pro Cycling           | CAN      | Peter Sagan          |
| Euskaltel Euskadi                | EUS      | Romain Sicard        |
| FDJ.fr                           | FDJ      | Pierrick Fédrigo     |
| Garmin Sharp                     | GRS      | Ryder Hesjedal       |
| Katusha                          | KAT      | Simon Špilak         |
| Lampre-Merida                    | LAM      | Damiano Cunego       |
| Lotto Belisol                    | LTB      | Jürgen Roelandts     |
| Movistar Team                    | MOV      | Rui Costa            |
| Omega Pharma-Quick Step          | OPQ      | Sylvain Chavanel     |
| Orica GreenEDGE                  | OGE      | Michael Albasini     |
| RadioShack Leopard               | RLT      | Andy Schleck         |
| Sky Procycling                   | SKY      | Chris Froome         |
| Team Argos-Shimano               | ARG      | François Parisien    |
| Team Saxo-Tinkoff                | TST      | Alberto Contador     |
| Vacansoleil-DCM Pro Cycling Team | VCD      | Björn Leukemans      |

| Equipo              | Cód. UCI | Jefe de filas  |
| ------------------- | -------- | -------------- |
| Team Europcar       | EUC      | David Veilleux |
| Selección de Canadá | CDN      | Bruno Langlois |

## Clasificación final
| \| Posición \| Ciclista \| Equipo \| Tiempo \| \| \| 1. \| Peter Sagan \| Cannondale \| 5 h 20 min 07 s \| \| \| 2. \| Simone Ponzi \| Astana \| a 4 s \| \| \| 3. \| Ryder Hesjedal \| Garmin Sharp \| m.t. \| \| \| 4. \| Greg Van Avermaet \| BMC Racing \| a 7 s \| \| \| 5. \| Filippo Pozzato \| Lampre-Merida \| m.t. \| \| \| 6. \| Rui Costa \| Movistar \| m.t. \| \| \| 7. \| Enrico Gasparotto \| Astana \| m.t. \| \| \| 8. \| Lars Petter Nordhaug \| Belkin \| a 9 s \| \| \| 9. \| Ion Izagirre \| Euskaltel Euskadi \| m.t. \| \| \| 10. \| Jan Bakelants \| RadioShack Leopard \| m.t. \| \| |                      |                    |                 |  |
| Posición | Ciclista             | Equipo             | Tiempo          |  |
| 1. | Peter Sagan          | Cannondale         | 5 h 20 min 07 s |  |
| 2. | Simone Ponzi         | Astana             | a 4 s           |  |
| 3. | Ryder Hesjedal       | Garmin Sharp       | m.t.            |  |
| 4. | Greg Van Avermaet    | BMC Racing         | a 7 s           |  |
| 5. | Filippo Pozzato      | Lampre-Merida      | m.t.            |  |
| 6. | Rui Costa            | Movistar           | m.t.            |  |
| 7. | Enrico Gasparotto    | Astana             | m.t.            |  |
| 8. | Lars Petter Nordhaug | Belkin             | a 9 s           |  |
| 9. | Ion Izagirre         | Euskaltel Euskadi  | m.t.            |  |
| 10. | Jan Bakelants        | RadioShack Leopard | m.t.            |  |

- m.t.: mismo tiempo